# 人類之子
是一部於2006年上映的科幻電影，劇情改編自P·D·詹姆斯於1992年所著的同名小說《人類之子》。為艾方索·柯朗執導，克萊夫·歐文、茱莉安·摩爾及克萊爾-霍普·亞西堤主演。
該片於2006年9月22日於英國上映，於同年12月25日在美國上映。該片獲得了奧斯卡最佳摄影獎提名和最佳剪辑奖提名，並贏得了BAFTA最佳摄影奖和最佳艺术指导獎，另外此電影獲英國廣播公司評選為「21世紀最偉大的100部電影」（100 greatest films of the 21st Century）第13位。

## 劇情
2027年，人類已經有18年完全沒有新生兒誕生，社會普遍陷入絕望狀態，各國緊閉門戶。本片的場景設定在英國，英國嚴格取締非法移民，並與革命份子「費雪斯」對抗。帝歐是英國的某位官員，某天他在路上被「費雪斯」綁架。他的前妻朱莉安是費雪斯的現任領導者，在她的委託下，帝歐要陪同一名非法女移民姬穿過邊境。然而在路途中，眾人在車上被暴徒襲擊，朱莉安身亡。帝歐、姬和兩名「費雪斯」成員路克及米里亞姆抵達坎特伯雷的避難所。姬讓席歐知曉，她懷有八個月的身孕，腹中胎兒孩子無比珍貴，可說是人類的希望。
朱莉安計畫把姬送到菁英科學家組成的人類專題小組，為此姬必須搭上接駁船「明日號」。剩餘的「費雪斯」成員希望讓姬在他們的監護下生產，上船的事幾個月後再說。但帝歐偷聽到「費雪斯」成員想把姬占為己有，朱莉安之死是他們所策畫，於是帶著姬和米里亞姆逃出。三人在帝歐好友賈斯伯的家暫居，度過閒適的一天。賈斯伯告訴姬，帝歐和朱莉安曾有過個兒子迪倫，可惜因病早逝，心碎的兩人也因此分手。賈斯伯建議三人穿越難民營以到濱海貝克斯希爾出海，並幫三人安排好去路。「費雪斯」很快追上，賈斯伯犧牲自己，讓帝歐等人有足夠時間離開。
帝歐找到賈斯伯安排的接應人悉得，悉得讓他們穿越難民營。過程中姬承受劇烈陣痛並即將分娩，米里亞姆幫忙分散警衛注意，但也因此被抓進難民營，生死未卜。抵達濱海貝克斯希爾後，在悉得安排的藏身處裡，帝歐幫助姬產下一名女嬰。隔天難民逃出難民營，街頭即將變成難民與軍方的交戰區。帝歐、姬和藏身處的女主人馬力卡帶著女嬰試圖找船出海，但先後被悉得和「費雪斯」成員抓捕。帝歐與姬最終逃進一棟大樓，承受著槍林彈雨。大樓裡的居民用敬畏的態度注視著女嬰，軍人一看到女嬰便下令停火，讓他們安全走到外面。
馬力卡帶著帝歐與姬找到船，兩人便帶著女嬰划船出海，將船停在目的地的浮標旁。帝歐因為先前在大樓裡被路克開槍射中而流血不止，姬告訴他，她要把懷中嬰兒取名為迪倫。帝歐最終失去意識，在帝歐的背後，「明日號」發現了他們，並正快速趕來。故事到此結束，畫面暗去後可聽見兒童嬉戲的聲音。

## 演員
- 克萊夫·歐文 飾演 帝歐·法隆（Theo Faron）
- 茱莉安·摩爾 飾演 朱莉安·泰勒（Julian Taylor）
- 克萊爾-霍普·亞西堤（英语：Clare-Hope Ashitey） 飾演 姬（Kee）
- 米高·肯恩 飾演 賈斯伯·帕爾默（Jasper Palmer）
- 奇維托·艾吉佛 飾演 路克（Luke）
- 查理·杭南 飾演 派屈克（Patric）
- 潘·費利斯（英语：Pam Ferris） 飾演 米里亞姆（Miriam）
- 彼得·穆蘭 飾演 悉得（Syd）
- 丹尼·休斯頓 飾演 奈傑爾（Nigel）
- Oana Pellea（英语：Oana Pellea） 飾演 馬力卡（Marichka）
- 傑克·科曼（英语：Jacek Koman） 飾演 托馬斯（Tomasz）

## 音乐
阿方索·卡隆委托英国作曲家约翰·塔文纳（John Tavener）创作了15分钟的作品，他是东正教的一员，其作品与“母性，出生，重生和救赎在上帝眼中”的主题产生共鸣。

## 發行
電影於2006年9月3日在第63屆威尼斯影展上舉行全球首映。9月22日，《人類之子》在368家劇院收穫240萬美元，位居英國票房冠軍。12月22日，電影在美國的16家劇院有限上映，隔年1月5日擴展到1,200多家劇院。截至2008年2月6日，美國總票房為35,552,383美元，全球共計69,612,678美元。

### 评价
《人類之子》收穫了普遍影評人的好評。根據爛蕃茄上收集的238篇專業影評文章，其中218篇給出了「新鮮」的正面評價，「新鮮度」為92%，平均得分8分（滿分10分），而基於另一影評網站Metacritic上的38篇評論文章，其中37篇予以好評，0篇差評，1篇褒貶不一，平均分為84（滿分100）。

### 十大榜單
電影出現於許多評論家的2006年前十名電影名單中：
- 第1名 – 安·霍乃戴，《華盛頓郵報》
- 第1名 – 基斯·菲普斯，《影音俱樂部》
- 第1名 – 彼得·哈特勞伯，《舊金山紀事報》
- 第1名 – 塔莎·羅賓森，《影音俱樂部》
- 第2名 – 彼得·崔維斯，《滾石》
- 第2名 – 瑞·班奈特，《好萊塢報導》
- 第2名 – 史考特·陶比斯，《影音俱樂部》
- 第3名 – 羅傑·伊伯特，《芝加哥太陽報》
- 第4名 – 凱文·庫斯特，《洛杉磯時報》
- 第4名 – 韋斯利·莫里斯（英语：Wesley Morris），《波士頓環球報》
- 第5名 – 勒內·羅德里格斯，《邁阿密先驅報》
- 第6名 – 曼諾拉·吉斯（英语：Manohla Dargis），《紐約時報》
- 第7名 – 《帝國雜誌》
- 第7名 – 柯克·哈尼科特，《好萊塢報導》
- 第7名 – 泰·布爾，《波士頓環球報》
- 第8名 – 肯尼斯·圖藍（英语：Kenneth Turan），《洛杉磯時報》
- 第8名 – 史考特·方德斯，《洛杉磯周刊（英语：LA Weekly）》
- 第8名 – 史考特·方德斯，《鄉村之音（英语：The Village Voice）》

## 外部連結
- 官方网站
- 互联网电影数据库（IMDb）上《人類之子》的资料（英文）
- Box Office Mojo上《人類之子》的資料（英文）
- 爛番茄上《人類之子》的資料（英文）
- Metacritic上《人類之子》的資料（英文）